# Нестерук, Андрей Петрович
Андре́й Петро́вич Нестеру́к (укр. Андрій Петрович Нестерук; род. 1 августа 1978, Ивано-Франковск) — украинский футболист, игравший на позиции нападающего. Мастер спорта Молдавии и Казахстана. По завершении выступлений начал тренерскую карьеру

## Карьера
Андрей является воспитанником ивано-франковской ДЮСШ № 3, первым тренером футболиста был Анатолий Литвиненко.

В начале карьеры Нестерук выступал за украинские команды «Прикарпатье» (Ивано-Франковск), «Тысменица», «Калуш».

Наиболее успешно выступал в клубах ближнего зарубежья. Так с 1999 по 2005 год с небольшими перерывами выступал за тираспольский «Шериф», в составе которого трижды становился чемпионом Молдавии, дважды обладателем Суперкубка, один раз завоевывал национальный кубок страны и Кубок Содружества.

В 2007 году Нестерук выступал в Казахстане за местный Ордабасы из Шымкента, с которым стал финалистом национального кубка.

Под занавес футбольной карьеры Нестерук выступал за любительскую команду «Карпаты» (Коломыя) и «Тепловик» (Ивано-Франковск).

## Достижения
- Чемпион Молдавии (3): 2002, 2003, 2004
- Обладатель Кубка Молдавии (2): 2002
- Обладатель Суперкубка Молдавии: 2003

## Личная жизнь
Андрей женат. Жена Татьяна, сын Александр.